# Trauma (deutsche Band)
Trauma wurde 1992 als Nebenproject von den Girls-under-Glass-Mitgliedern Volker Zacharias und Hauke Harms ins Leben gerufen. Musikalisch bewegt sich das Projekt zwischen New Age und EBM. Starke Einflüsse sind unter anderem Klaus Schulze und Clock DVA.
1993 wurde das erste Album Fractal 1 auf dem Label Machinery veröffentlicht. Das zweite Album „Construct“ von 1995 wurde unter anderem von Peter Spilles (Project Pitchfork) produziert. Spilles arbeitete zudem an dem Stück Le Chant de Baleine („Walgesang“), das ebenfalls auf dem Album „Construct“ zu finden ist. Bis ins Jahr 1998 veröffentlichten Trauma drei Alben und eine Maxi.

## Diskografie
Alben
- 1993: Fractal 1 (CD)
- 1995: Construct (CD)
- 1998: Phase 3 (CD)

Singles
- 1994: Silent Mission (CDM)